# Rainer Schlutter
Rainer Schlutter (* 14. September 1946 in Greiz) war Fußballspieler in der DDR-Oberliga, der obersten Spielklasse des ostdeutschen Fußballverbandes. Mit dem FC Carl Zeiss Jena wurde er zweimal DDR-Meister und Pokalsieger. Er ist fünffacher DDR-Nationalspieler. Später arbeitete Schlutter als Fußballtrainer.

## Fußballlaufbahn

### Jugend
Die Betriebssportgemeinschaften Chemie und Fortschritt in seiner thüringischen Heimatstadt Greiz standen am Beginn von Schlutters Fußball-Karriere. 1963 wurde er zum SC Motor Jena delegiert, dem Fußballschwerpunkt der Region. Dort spielte er zunächst in der Juniorenmannschaft. Von Anfang der 1960er-Jahre bis 1965 besuchte Rainer Schlutter die Erweiterte Oberschule in Jena. Dort legte er 1965 das Abitur ab.

### FC Carl Zeiss Jena
Als der nur 1,64 Meter große Schlutter mit 20 Jahren in der Saison 1966/67 sein erstes Spiel in der DDR-Oberliga bestritt, war aus der Fußballsektion des SC Motor heraus bereits Anfang 1966 der FC Carl Zeiss Jena gegründet worden. In der Begegnung des 7. Spieltages, am 1. Oktober 1966 ausgetragen, zwischen der BSG Wismut Aue und dem FC Carl Zeiss (0:1) wurde er auf der rechten Sturmseite aufgeboten. In seinen 14 Einsätzen dieser Saison spielte er weiter im Angriff, kam jedoch nur zu einem Torerfolg. Schon in der nächsten Spielzeit 1967/68 gehörte er zum Stammaufgebot der Jenaer Oberligamannschaft, bestritt 25 Punktspiele und schoss sieben Tore. Damit war er entscheidend am zweiten Meistertitel der Jenaer beteiligt. Die DDR-Fußballzeitung fuwo zeichnete ihn anschließend als punktbesten Oberligaspieler der Saison aus.
Im Laufe der nächsten Jahre erwies sich Schlutter als robuster, wenig verletzungsanfälliger und vielseitig einsetzbarer Spieler. Obwohl seine Domäne das Mittelfeld wurde, wurde er des Öfteren auch im Angriff aufgeboten und half hin und wieder in der Abwehr aus. Bis 1975 bestritt er nie weniger als 21 der 26 Punktspiele pro Oberligasaison. 1970 holte er sich mit 21 Punktspielen seinen zweiten Meistertitel. Zweimal wurde er DDR-Pokalsieger, am 14. Mai 1972 stand er als linker Mittelfeldspieler in der mit 2:1 über Dynamo Dresden siegreichen Jenaer Mannschaft, und auf der gleichen Position gewann er am 13. April 1974 mit dem FC Carl Zeiss mit 3:1 erneut gegen Dynamo Dresden. In beiden Pokalwettbewerben wurde er in allen Spielen aufgeboten.
1975/76, vor Saisonbeginn mit 66 Kilogramm im Oberligaaufgebot der Jenaer geführt, stellten sich erste Anzeichen des nahenden Karriereendes ein. Schlutter bestritt nur noch 16 Punktspiele, in denen er mehrfach ausgewechselt wurde. Seine letzte Oberligasaison spielte er als 30-Jähriger 1976/77. Als Mittelfeldspieler kam er noch einmal zu 15 Punktspieleinsätzen und schoss seine beiden letzten Erstligatore. Abschied vom ostdeutschen Oberhaus nahm er am 21. Mai 1977 beim 1:0-Sieg der Jenaer am letzten Saisonspieltag gegen den 1. FC Lokomotive Leipzig.
Nach zwölf Jahren Oberligazugehörigkeit konnte er danach auf 235 Punkt-, 28 Europapokal- und 43 nationale Pokalspiele zurückblicken. Als offensiv ausgerichteter Spieler schoss er in diesen Spielen insgesamt 41 Tore, 29 davon in der Oberliga.

### Auswahleinsätze
Im Jahre des Wechsels von Greiz nach Jena wurde er in den Kader der DDR-Juniorenauswahl aufgenommen. Sein erstes Juniorenländerspiel bestritt Schlutter am 13. Oktober 1963 in der Partie DDR – Rumänien (4:1). Beim UEFA-Juniorenturnier des Jahres 1965 war er Mannschaftskapitän und stand am 25. April in jener Mannschaft, die nach einem 3:2-Sieg über England das Turnier, zu dieser Zeit eine inoffizielle Junioreneuropameisterschaft, gewann. Bis zum 17. Juni 1965, das zweite der beiden offiziellen Spiele auf einer Algerien-Reise, absolvierte er 15 Juniorenländerspiele (vier Tore).
Nachdem Schlutter zwischen 1967 und 1969 bereits neun Länderspiele mit der Nachwuchsauswahl bestritten hatte, kam er am 26. Juli 1970 zu seinem ersten Länderspieleinsatz in der A-Nationalmannschaft. Beim 5:0-Sieg über den Irak im heimischen Jenaer Stadion spielte er Mittelstürmer. Zu dieser Zeit war jedoch das Angebot an gutklassigen Spielern im Angriff wie im Mittelfeld reichlich, sodass sich Schlutter auf Dauer nicht in der Nationalmannschaft durchsetzen konnte. Zwar wurde er 1970 und 1971 noch in drei Qualifikationsspielen zur Europameisterschaft 1972 eingesetzt. Die EM-Ausscheidungspartie DDR gegen Jugoslawien (1:2) am 9. Mai 1971 war aber bereits das letzte von insgesamt fünf A-Länderspielen, in denen er jeweils ohne Torerfolg blieb.
Zusätzlich wurde Schlutter 1971 noch in zwei Qualifikationsbegegnungen der DDR-Olympiaauswahl eingesetzt, gehörte danach aber nicht zum finalen Aufgebot für das olympische Fußballturnier 1972 in München.

## Weiterer sportlicher Werdegang
Wegen einer Hüftoperation musste sich Schlutter schon mit 31 Jahren vom Leistungssport verabschieden. 1981 übernahm er zusammen mit Jürgen Werner das Training der Nachwuchsoberligamannschaft des FC Carl Zeiss Jena. Ab 1985 trainierte er die 2. Mannschaft des Klubs, die bis 1988 in der zweitklassigen DDR-Liga spielte.
1988/89 führte er die mit vielen früheren Oberliga- und Ligaspielern, auch von seinem Ex-Team FC Carl Zeiss II, verstärkte Elf der BSG Jenaer Glaswerk zum Geraer Bezirksmeistertitel. In der Aufstiegsrunde gelang der Werksmannschaft des VEB Jenaer Glaswerk aber nicht der Sprung in die zweite Spielklasse des DDR-Fußballs.
1996 ehrte ihn der FC Carl Zeiss mit der Goldenen Ehrennadel. In der Saison 1999/2000 war Schlutter Trainer des 1. SV Gera in der NOFV-Oberliga, wurde aber noch vor dem Saisonende, als sich die Mannschaft in akuter Abstiegsgefahr befand, entlassen. Danach wurde er Landestrainer und Kreislehrwart im Thüringer Fußballverband.

## Erfolge
- Sieger UEFA-Juniorenturnier 1965
- DDR-Meister 1968 und 1970
- DDR-Pokalsieger 1972 und 1974